# Верхуличі
Верхуличі (рос. Верхуличи) — присілок в Спас-Деменському районі Калузької області Російської Федерації.
Населення становить 35 осіб. Входить до складу муніципального утворення Хутір Новоалександровський.

## Історія
Від 2004 року входить до складу муніципального утворення Хутір Новоалександровський

## Населення
| 2002 | 2007 | 2010 |
| ---- | ---- | ---- |
| 57   | ↘45  | ↘35  |